# Velika sfinga v Gizi
Veliki sfinga v Gizi (arabsko أبو الهول, translit.Abu alhōl /'abu alhawl – 'strašljiv', dobesedno 'oče groze'), ki jo običajno imenujejo Sfinga iz Gize ali samo Sfinga je apnenčast kip sedeče sfinge, mitskega bitja s telesom leva in glavo človeka. S pogledom neposredno od zahoda proti vzhodu stoji na planoti Giza na zahodnem bregu Nila v Gizi v Egiptu.
Izrezana iz podlage, je bila prvotna oblika Sfinge obnovljena s sloji blokov. Od tace do repa je dolga 73 metrov in visoka 20,21 metra od dna do vrha glave ter široka 19 metrov na zadnjih bokih. Je najstarejša znana monumentalna skulptura v Egiptu in pogosto domnevajo, da so jo zgradili v Starem kraljestvu v času vladavine faraona Kefrena (2558-2532 pr. n. št.).

## Zgradba
Sfinga je monolit izklesan v podlago planote, ki je služila tudi kot kamnolom za piramide in druge spomenike na tem območju. Numulitni apnenec tega območja sestavljajo plasti, ki so različno odporne na erozijo (večinoma zaradi vetra in peska), kar vodi do neenakomerne degradacije, ki je očitna v telesu Sfinge. Najnižji del telesa, vključno z nogami, je trdna skala. Telo leva do vratu je izdelano iz mehkejših slojev, ki precej razpadli. Plasti iz katerih je bila izdelana glava, so veliko trše.

## Vir in identiteta
Velika sfinga je eden največjih in najstarejših kipov na svetu, vendar so osnovna dejstva o tem še vedno predmet razprave, na primer, kdaj so ga zgradili, kdo in za kakšen namen.

### Ime
Nemogoče je identificirati s kakšnim imenom so ustvarjalci imenovali svoj kip, saj se Velika sfinga ne pojavlja v nobenem znanem napisu Starega kraljestva, kjer ni nobenih napisov, ki opisujejo njeno konstrukcijo ali njen prvotni namen. V Novem kraljestvu so Sfingo spoštovali kot sončno božanstvo Hor-em-akhet (Horus, helenizirano Harmachis), in faraon Tutmoz IV. (1401-1391 ali 1397- 1388 pr. n. št.) se je v svoji "sanjski steli" posebej skliceval kot tako.
Pogosto uporabljeno ime "Sfinga" je dobil v klasični antiki, približno 2000 let po splošno sprejetem datumu njegove izdelave s sklicevanjem na grško mitološko zver z levim telesom, žensko glavo in krili orla (čeprav, kot večina egipčanskih sfing, ima tudi Velika sfinga človeško glavo in je brez kril). Sfinga izhaja iz starodavne grške Σφίγξ (transliterirano: sfinga), očitno iz glagola σφίγγω (transliterirano: sphingo - stisniti), potem ko je grška sfinga zadavila vsakogar, ki ni odgovoril na uganko.
Ime je lahko tudi jezikovna napaka fonetično drugačne starodavne egipčanske besede Ssp-anx (v Manuel de Codage). To ime je podarjeno kraljevim kipom četrte dinastije starega Egipta (2575-2467 pr. n. št.) in kasneje v novem kraljestvu (1570-1070 pr. n. št.) do Velike sfinge natančneje
Srednjeveški arabski pisatelji, vključno z al-Maqrīzī, kličejo sfingo balib in bilhaw, ki nakazuje koptski vpliv. Sodobno egipčansko arabsko ime je أبو الهول (Abū al Hūl – strašljiv).

### Graditelj in okvirni čas
Čeprav je v preteklih letih prišlo do nasprotujočih si dokazov in stališč je bila, po mnenju sodobne egiptologije, Velika sfinga zgrajena približno 2500 pr. n. št. za faraona Kefrena, graditelja druge piramide v Gizi.
Selim Hassan, ki je leta 1949 pisal o nedavnih izkopavanjih ograje Sfinge, je povzel problem:
»Če upoštevamo vse, se zdi, da moramo priznati, da je to najlepši Kefrenov kip na svetu, vendar vedno s tem pridržkom: da ni enega samega sodobnega napisa, ki povezuje Sfingo s Kefrenom; tako, zdi se, da moramo dokaze obravnavati kot posredne, dokler ne bo srečno obračanje lopate bagra svetu razkrilo natančen dokaz za postavitev Sfinge.«
"Posredni" dokazi, ki jih omenja Hassan, vključujejo lokacijo Sfinge v kontekstu pogrebnega kompleksa, ki obdaja drugo piramido, ki je tradicionalno povezan s Kafro. Poleg kompleksa poti, piramide in Sfinge, kompleks vključuje tudi Tempelj Sfinge in Dolinski tempelj, ki imata oba podobno zasnovo notranjih dvorišč. Tempelj Sfinge je bil zgrajen iz blokov, ki so bili izrezani iz ohišja Sfinge, medtem ko so bili pri Dolinskem templju iz planote, nekateri od največjih tehtajo več kot 100 ton.
Dioritni kip Kefrena, ki je bil odkrit pokopan na glavo skupaj z drugimi ruševinami v Dolinskem templju, se uveljavlja kot podpora teoriji.
Sanjska stela, ki jo je kasneje postavil faraon Tutmoz IV. (1401-1391 ali 1397-1388 pr. n. št.), povezuje Sfingo s Kefrenom. Ko je bila odkrita stela, so bile njene črte besedila že poškodovane in nepopolne in se nanašale samo na Khaf, ne Khafra.
Egiptolog Thomas Young, ki je odkril hieroglif Khaf v poškodovani kartuši, ki se uporablja za obkrožitev kraljevega imena, je vstavil glif ra, da bi dopolnil ime Khafre. Ko je leta 1925 ponovno izkopal stelo, so se vrstice besedila, ki se nanašajo na Khaf zlomile in bile uničene.

### Hipoteze
Teorije, ki jih imajo akademski egiptologi v zvezi z graditeljem Sfinge in datumom njegove izdelave, niso splošno sprejete in različne osebe so predlagale alternativne hipoteze o graditelju in datiranju.

#### Zgodnji egiptologi
Nekateri zgodnji egiptologi in kopači piramidnega kompleksa v Gizi so verjeli, da so Velika sfinga in pripadajoči templji, nastali pred četrto dinastijo vladavine Keopsa, Kefrena in Menkaura. Flinders Petrie je leta 1883 napisal o stališčih glede starosti bližnjih templjev in o podaljšanju Sfinge: »Datum granitnega templja [Dolinski tempelj] je bil tako pozitivno potrjen v četrto dinastijo, da je se lahko zdi neverjetno, da bi izpodbijali to točko«.
Leta 1857 je Auguste Mariette, ustanovitelj Egipčanskega muzeja v Kairu, odkril veliko kasneje Inventarno stelo (ocenjena dinastija XXVI., 678-525 pr. n. št.), ki govori o tem, kako je Keops prišel do Sfinge, že pokopane v pesku. Čeprav so nekateri odseki na Steli veljali za dobre dokaze, je bil ta odlomek v veliki meri zavrnjen kot zgodovinski revizionizem poznega obdobja, laž, ki so jih ustvarili lokalni duhovniki s poskusom potrjevanja sodobnega Izidinega templja kot starodavne zgodovine, ki ga nikoli ni imel. Takšno dejanje je postalo pogosto, ko so se verske ustanove, kot so templji, svetišča in duhovniške oblasti, borile za politično pozornost in finančne in gospodarske donacije.
Gaston Maspero, francoski egiptolog in drugi direktor Egipčanskega muzeja v Kairu, je leta 1886 izvedel raziskavo Sfinge. Zaključil je, da je Sanjska stela pokazala kartušo Kefrena v trinajsti vrsti, ki je bil odgovoren za izkop, zato mora Sfinga pripadati Kefrenu in njegovim predhodnikom - po možnosti četrte dinastije, okoli 2575-2467 pr. n. št. Angleški egiptolog E. A. Wallis Budge se je strinjal, da je Sfinga pred Kefrenovo vladavino napisana v Bogovi Egipčanov (1914): »Ta čudovit predmet [Velika sfinga] je obstajal v dneh Kefrena in verjetno je, da je zelo veliko starejša od njegovega vladanja in da je daljše od konca arhaičnega obdobja [2686 pr. n. št.]«. Maspero je verjel, da je Sfinga »najstarejši spomenik v Egiptu«.

#### Moderne hipoteze
Rainer Stadelmann, nekdanji direktor nemškega arheološkega inštituta v Kairu, je preučil razločno ikonografijo nemes (naglavna ruta) in manjkajočo brado Sfinge ter zaključil, da je slog bolj pripisati faraonu Keopsu (2589-2566 pr. n. št.), graditelju Velike piramide v Gizi in Kefrenovemu očetu. To podpira s predlogom, da je bila Kefrenova pot zgrajena tako, da ustreza že obstoječi strukturi, ki bi se, glede na svojo lokacijo zaključila, lahko le pri Sfingi.
Colin Reader, angleški geolog, ki je neodvisno izvedel novejšo raziskavo ograjenega prostora, soglaša, da so bili razni kamnolomi na lokaciji izkopani po poti. Ker je znano, da je te kamnolome uporabljal Keops, Reader zaključuje, da se mora pot (in templji na obeh koncih) pripisati Keopsu in s tem dvomiti v običajno egiptovsko kronologijo.
Frank Domingo, forenzični znanstvenik v policijskem oddelku v New Yorku in strokovni forenzični antropolog, je uporabil podrobne meritve Sfinge, forenzične risbe in računalniške slike, da bi zaključil obraz, prikazan na Sfingi, ki ni enak obrazu, kot je prikazan na kipu, pripisanem Kefrenu.
Leta 2004 je Vassil Dobrev iz Instituta Français d'Archéologie Orientale v Kairu objavil, da je odkril nove dokaze, da je bila Velika sfinga morda delo neznanega faraona Džedefreja (2528-2520 pr. n. št.), Kefrenovega polbrata in Keopsovega sina. Dobrev predlaga, da je Džedefre zgradil Sfingo v podobi svojega očeta Keopsa in ga identificiral z božanskim soncem Rajem, da bi ponovno vzpostavil spoštovanje svoje dinastije. Dobrev ugotavlja tudi, kot tudi Stadelmann in drugi, da so pot, ki povezuje Kefrenovo piramido s templji, zgradili okoli Sfinge, kar kaže, da je takrat že obstajala.

### Obrobne hipoteze

#### Orionova korelacijska teorija
Orionova korelacijska teorija, kot sta jo razložila popularna avtorja Graham Hancock in Robert Bauval, temelji na predlagani natančni korelaciji treh piramid v Gizi s tremi zvezdami ζ Ori, ε Ori in δ Ori, zvezdami, ki tvorijo Orionov pas, v relativnih položajih, ki so jih zasedale te zvezde leta 10.500 pr. n. št. Avtorji trdijo, da geografski odnos Sfinge, piramid in Nila neposredno ustreza Levu, Orionu in Rimski cesti. Včasih je omenjena kot primer psevdoarheologije, teorija je v nasprotju z glavnimi znanstveniki.

#### Hipoteza vodne erozije
Hipoteza o vodni eroziji Sfinge trdi, da je glavno vrsto vremenskih pojavov, očitnih na stenah ograje Velike sfinge, mogoče povzročila le dolgotrajno in obsežno deževje, zato ustreza času faraona Kefrena.
Hipotezo podpirajo René Schwaller de Lubicz (1887-1961), ki je v Egiptu živel in študiral egiptologijo 12 let, ter geolog in izredni profesor naravoslovnih znanosti Robert M. Schoch na Visoki šoli za splošne študije na Bostonski univerzi, kot tudi John Anthony West, avtor in alternativni egiptolog.
Colin Reader, britanski geolog, je preučeval vzorce erozije in opazil, da jih najdemo pretežno na zahodni steni in ne na sami Sfingi. Predlagal je hipotezo o neurjih, ki so prav tako znana kot podnebne spremembe na tem območju.

#### Velika sfinga kot Anubis
Avtor Robert K. G. Temple predlaga, da je bila Sfinga prvotno kip pasjeglavega Anubisa, boga nekropol in da je bil njegov obraz preoblikovan v podobi faraona Srednjega kraljestva, Amenemheta II.. Temple gradi na identiteti sloga ličil za oči in sloga naglavnih delov na glavi.

#### Rasne značilnosti
V preteklih letih je več avtorjev komentiralo, da zaznavajo kot "negroidne" značilnosti na obrazu Sfinge. To vprašanje je postalo del antične egipčanske rasne diskusije, kar zadeva starodavno populacijo kot celoto.

## Rekonstrukcija
V nekem neznanem času je bila nekropola v Gizi zapuščena in Sfinga sčasoma pokopana do ramen v pesek. Prvi dokumentirani poskus izkopa je iz okoli 1400 pr. n. št., ko je mladi Tutmoz IV. (1401-1391 ali 1397-1388 pr. n. št.) zbral ekipo in po precejšnjem trudu uspel izkopati sprednje tace, med katerimi je vstavil granitno ploščo, znano kot Sanjska stela z naslednjim napisom:
 »...Kraljevi sin Tutmoz je potoval v poldnevnem času. Ko je bilo sonce najvišje, si je odpočil v senci tega mogočnega boga in spanec in sanje [sta ga premagala]. Razumel je, da mu ta veličastni imenitni bog govori kakor oče govori sinu: Poglej me, razumi me, moj sin Tutmoz, jaz sem tvoj oče Horemakhet-Khepri-Ra-Atum, jaz sem ti dal [življenje in oblast]. … Glej, moje stanje je [podobno bolniku], vsi moji udje [so poškodovani]. Puščavski pesek, ki sem mu nekdaj gospodoval, je moj sovražnik in jaz pričakujem, da ti odkriješ, kar je v mojem srcu.«
Kasneje je Ramzes II. Veliki (1279-1213 pr. n. št.) morda izvedel drugo izkopavanje.
Mark Lehner, egiptolog, ki je izkopal in izrisal plato Giza, je prvotno trdil, da je bila v času Starega kraljestva (2686-2184 pr. n. št.) izvedena zgodnja obnova, čeprav je to stališče kasneje preklical.
Leta 1817 n. št. je prvi sodobni arheološki izkop, ki ga je nadziral Italijan Giovanni Battista Caviglia, v celoti odkril Sfingine prsi.
Eden od ljudi, ki so delali na čiščenju peska, je bil tudi Eugène Grébaut, francoski direktor službe starin.
V začetku leta 1887 so bili vidni prsni koš, tace, oltar in planota. Odkrili so stopnice in končno natančno izmerili velik kip. Ugotovljeno je, da je višina od najnižje stopnice 30,48 m, prostor med tacami je 10,65 m in širina 3 m. Tukaj je bil nekdaj oltar in odkrita stela Tutmoza IV.
Celotna Sfinga je bila dokončno izkopana leta 1925 do leta 1936, z izkopi, ki jih je vodil Émile Baraize.
Leta 1931 so inženirji egiptovske vlade popravili glavo Sfinge. Del oblačil je padel leta 1926 zaradi erozije, ki je globoko vrezala v vrat. To vprašljivo popravilo je bilo z dodajanjem betonskega ovratnika med glavo in vratom, ki ustvarja spremenjeni profil. Velika obnovitev kamninske podlage in surovega kamnitega telesa je bila v 1980-ih, nato pa se še v 1990-ih.

## Manjkajoči nos in brada
Meter širok nos na obrazu manjka. Preučevanje obraza Sfinge kaže, da so bile v nos zabite dolge palice, ena navzdol od mostu in ena pod nosnico, nato pa vtaknjene za nos proti jugu.
Arabski zgodovinar al-Maqrīzī, ki je pisal v 15. stoletju, pripisuje izgubo nosu ikonoklazmu Mohameda Sa'ima al-Dahrja, muslimana in sufija iz tekije Sa'id al-Su'ade, leta 1378, ob iskanju lokalnih kmetov, ki so darovali Sfingi v upanju, da bodo povečali svojo žetev. Razburjen, je uničil nos in ga kasneje razglasil za vandalizem. Al-Maqrīzī opisuje Sfingo kot Talisman Nila, za kar so domačini verjeli, da je poplavni cikel odvisen nje.
Obstaja zgodba, da je bil nos odlomljen s topovskim strelom, ki so ga izstrelili Napoleonovi vojaki. Druge različice obtožujejo britanske vojake, Mameluke in druge. Skice Sfinge Danca Frederica Louis Nordena, izdelane leta 1738 in objavljene leta 1757 kažejo, da nos že manjka. To je bilo pred Napoleonovim rojstvom leta 1769.
Poleg izgubljenega nosu se zdi, da je bila priložena ceremonialna faraonska brada, čeprav je bila ta morda dodana kasneje po prvi konstrukciji. Egiptolog Vassil Dobrev je predlagal, da če bi bila brada originalni del Sfinge, bi se poškodovala ob padcu kipa. Pomanjkanje vidnih poškodb podpira njegovo teorijo, da je bila brada poznejši dodatek.
Ostanki rdečega pigmenta so vidni na območjih sfinginega obraza. Sledove rumenega in modrega pigmenta so našli drugje na Sfingi, kar je vodilo Mark Lehnerja, da je predlagal, da je bil spomenik »nekoč prikrit kot barvit strip«.

## Mitologija
Colin Reader je predlagal, da je bila Sfinga verjetno v središču čaščenja Sonca v zgodnjem dinastičnem obdobju, preden je plato Giza postal nekropola v Starem kraljestvu (2686-2134 pr. n. št.). To povezuje s svojimi ugotovitvami, da sta Sfinga, tempelj, pot in Kefrenov mrtvaški tempelj del kompleksa, ki je datiran pred četrto dinastijo (2613-2494 pr. n. št.). Lev je že dolgo simbol, povezan s soncem v starodavnih bližnjevzhodnih civilizacijah. Slike, ki prikazujejo egipčanskega kralja v obliki leva, ki uničuje svoje sovražnike, segajo daleč v zgodnje dinastično obdobje.
V Novem kraljestvu je Sfinga postala bolj povezana z bogom Hor-em-akhet ali Horus-at-the-Horizon, ki je predstavljal faraona v vlogi Shesep-ankh (živa slika-dih življenja) boga Atona. Faraon Amenhotep II. (1427-1401 ali 1397 pr. n. št.) je zgradil tempelj na severovzhodu Sfinge skoraj 1000 let po njeni izgradnji in ga posvetil kultu Hor-em-akhet.